# Амамі Осіма
Амамі Осіма (яп. 奄美大島, окінавською: Уушіма (яп. ウーシマ); амамі: Ушіма (яп. ウシマ)) або Амамі, найбільший острів архіпелагу Амамі. Один з островів Сацунан.
Острів має площу 712,35 км2 та населення приблизно 73 000 чоловік. Адміністративно він належить префектурі Каґосіма і поділяється на міста Амамі, Тацуґо, Сетоуті і села Укен та Ямато. Значна частина острова знаходиться в межах національного парку Амамі Ґунто.

## Історія
Невідомо, коли острів Амамі Осіма був заселений вперше. Кам'яні знаряддя вказують на поселення в період палеоліту, а інші артефакти, включаючи кераміку, свідчать про постійний контакт з Японією протягом періодів Дзьомон, Яйоя та Кофун.
Острів згадується в давньому японському літописі Ніхон Сьокі в записі за 657 рік нашої ери. Протягом періоду Нари та раннього періоду Хейан, це було місце зупинки посланців з Японії до двору династії Тан в Китаї. Перламутр був важливим товаром експорту до Японії. До 1611 року острів Амамі Осіма входив до складу Королівства Рюкю. Самурайські сили з клану Сімадзу вторглись на Амамі Осіму в 1609 році, після чого його включення в офіційні володіння клану Сімадзу було визнано сьогунатом Токуґави в 1624 році. Правління Сімадзу було суворим, жителі острова були змушені до кріпацтва, вони вирощували цукрову тростину, щоб справлятися з високими податками, що часто призводило до голоду. Сайґо Такаморі був засланий до Амамі Осіми в 1859 році, він пробув тут два роки. Його будинок зберігся як меморіальний музей.
Після реставрації Мейдзі острів Амамі Осіма був включений до провінції Осумі, а згодом став частиною префектури Каґосіма. Після Другої світової війни, разом з іншими островами Амамі, він був окупований Сполученими Штатами до 1953 року, коли він повернувся під контроль Японії.
З лютого 1974 року територія 78,61 км2, що включає частини острова та навколишнього моря, була захищена як квазі-національний парк Амамі Ґунто. Цей районі також включає великий мангровий ліс.
У грудні 2001 року відбулася морська битва при Амамі-Осімі між озброєним північнокорейським шпигунським судном та кораблями японської берегової охорони. Шпигунське судно порушило виключну економічну зону Японії. Це було шестигодинне протистояння, яке закінчилося затопленням північнокорейського судна.
У 2017 році був створений національного парку Амамі Ґунто. Він поглинув колишній квазі-національний парк Амамі Ґунто та інші сухопутні та морські райони сусідніх муніципалітетів.

## Географія
Амамі Осіма — сьомий за величиною острів в японському архіпелазі після чотирьох основних островів, островів Окінави та Садо (за винятком спірних Курильських островів). Він знаходиться приблизно в 380 км на південь від південного кінця Кюсю і за 250 км на північ від Окінави. Острів має вулканічне походження, гора Юванда є найвищою точкою острову, вона має висоту 605 метрів над рівнем моря. Узбережжя острова оточене кораловим рифом. В останній льодовиковий період на острові могли також знаходитися найпівнічніші коралові рифи Японії. Він оточений Східно-Китайським морем на заході та Тихим океаном на сході.

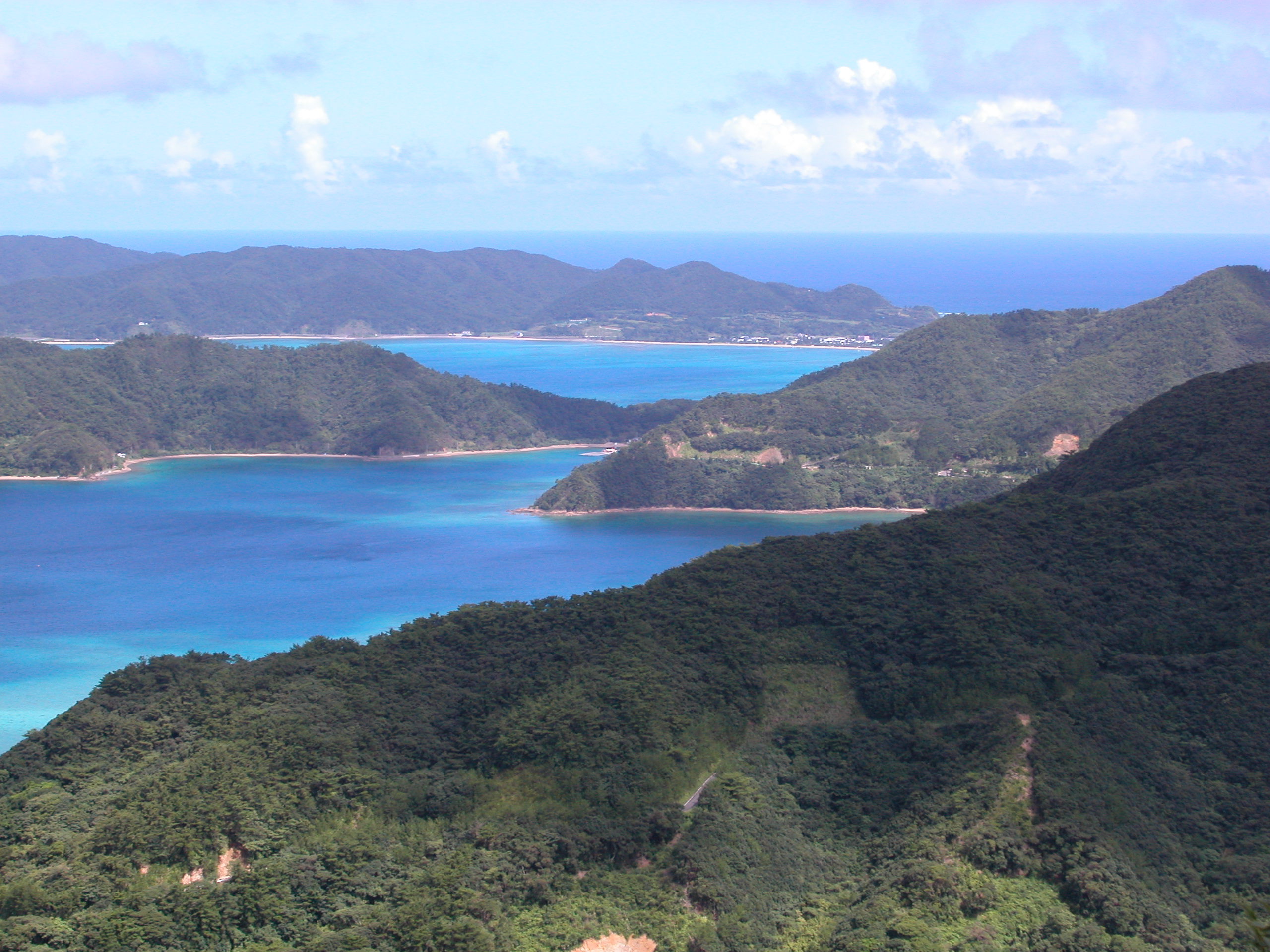
Прибережна зона Амамі Осіми
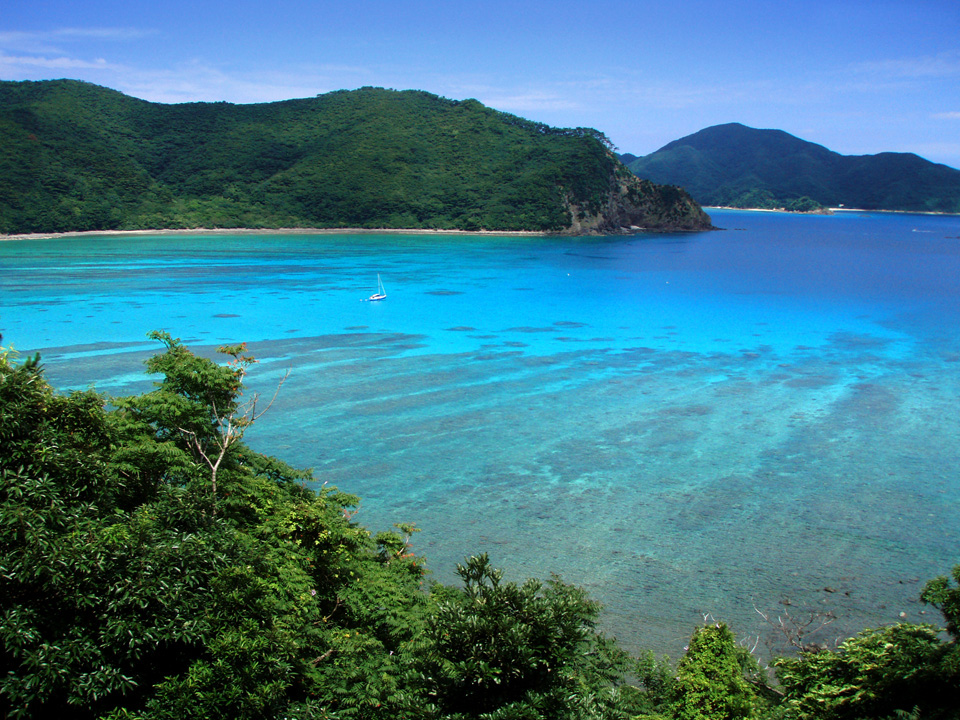
Вид на бухту Катецу з сусіднього Манен-Дзакі (мис Манен)
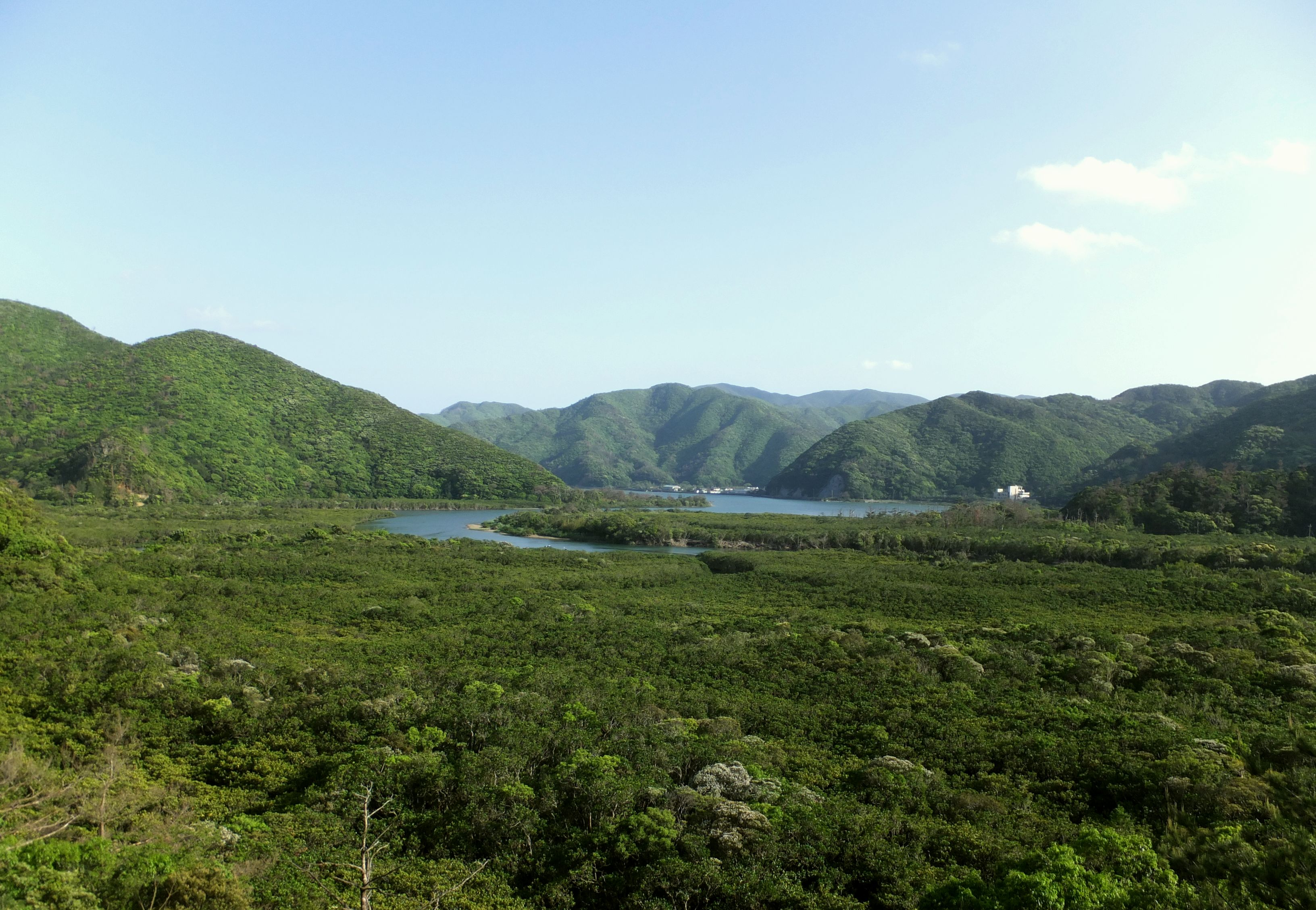
Мангровий ліс національного парку Амамі Ґунто
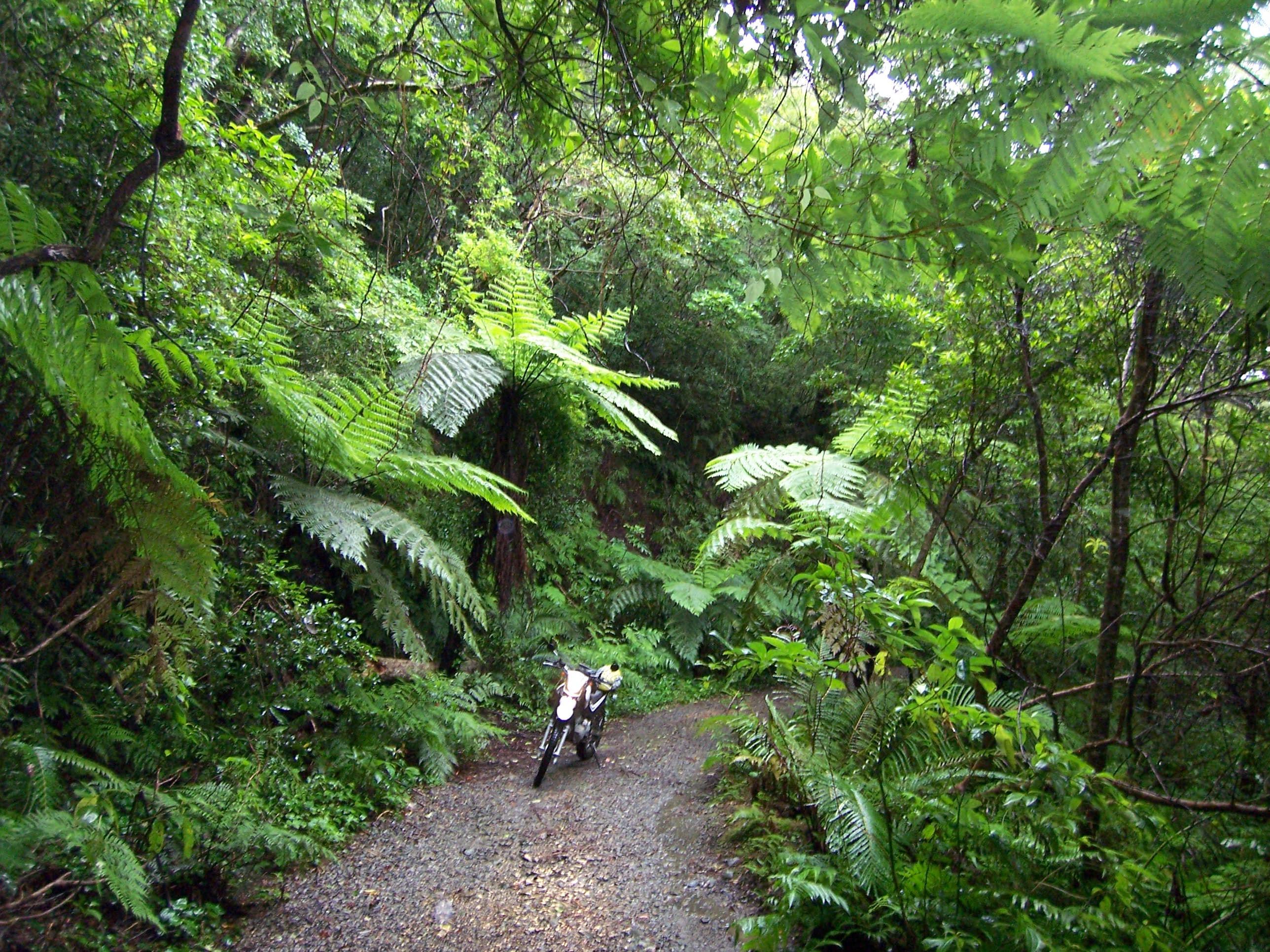
Ліс Кінсакубару

## Адміністративний поділ

5 муніципалітетів Амамі Усіма

Острів Амамі Осіма належить до префектури Каґосіма. Він складається з наступних муніципалітетів:
- Амамі
- Тацуго
- Ямато
- Укен
- Частина Сетоуті-чо

## Клімат
Амама Осіма має вологий субтропічний клімат (Cfa згідно з кліматичною класифікацією Кеппена) з дуже теплим літом та м'якою зимою. Сезон дощів триває з травня по вересень. Острів зазнає частих тайфунів.

## Фауна

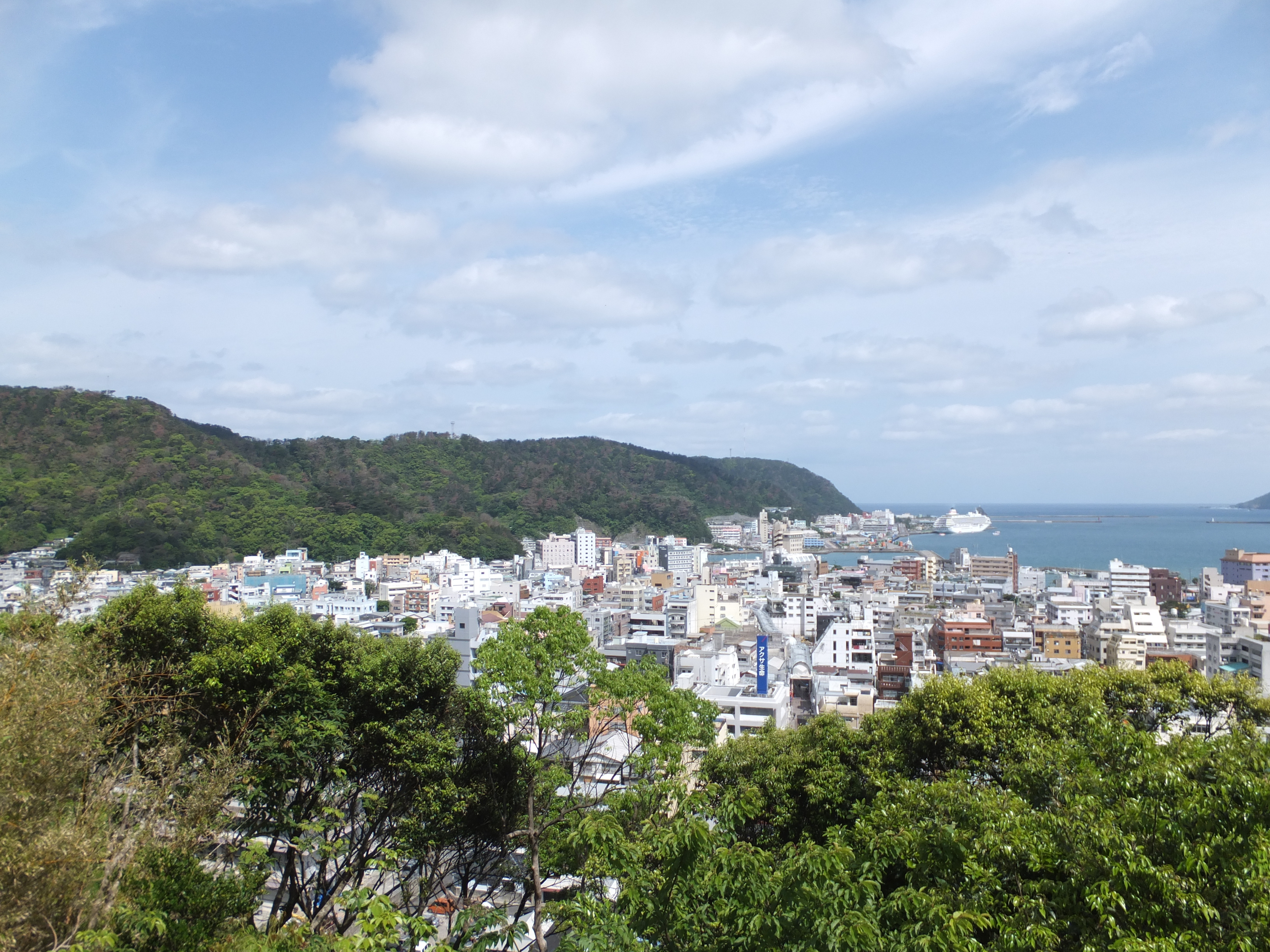
Місто Амамі

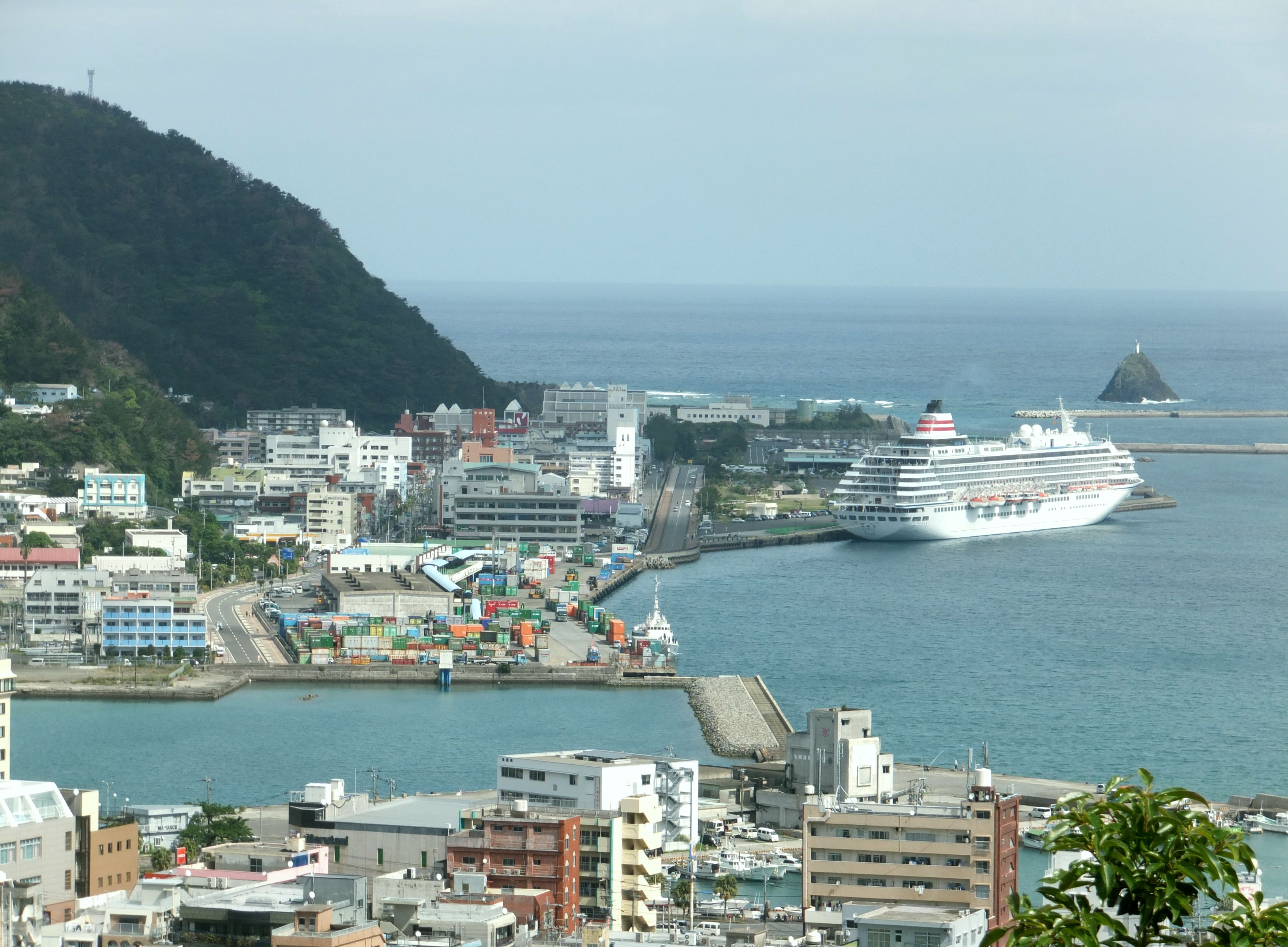
Порт Назе на Амамі Осімі

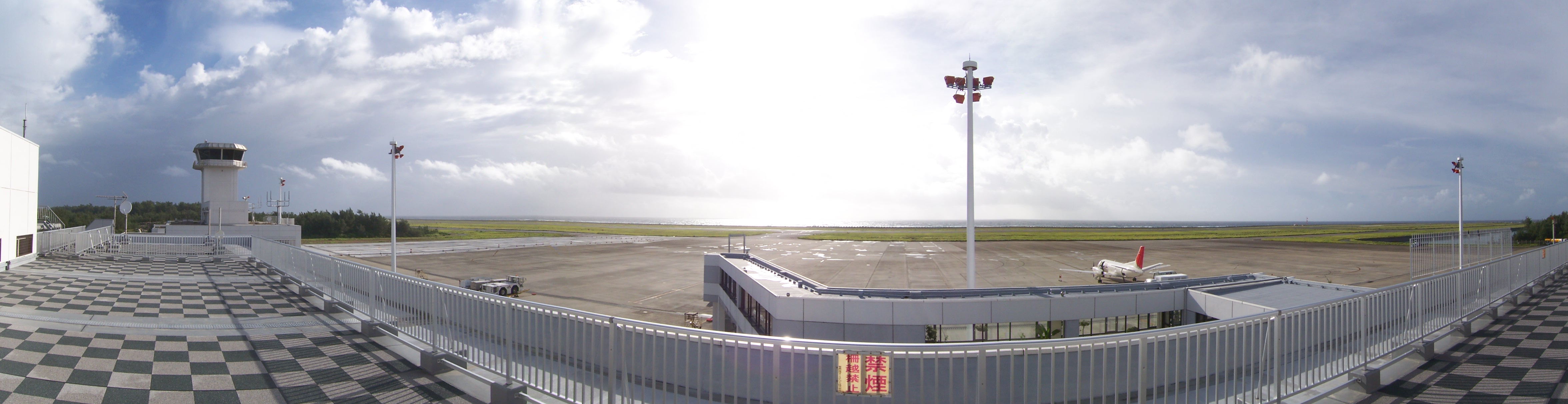
Вид на злітно-посадкову смугу аеропорту Амамі

На Амамі Осімі проживає кілька рідкісних або зникаючих ендемічних тварин, включаючи кролика Амамі та сойку Лідта, обидва з яких зараз зустрічаються лише на Амамі Осімі та Токуносімі. Кролика Амамі іноді називають живим викопним, оскільки він представляє давню азійську лінію, яка в інших місцях зникла.
На острові також мешкає хабу — отруйна змія, яку можна зустріти на всіх островах Рюкю. Мангусти були завезені для знищення хабу, але стали ще однією проблемою, оскільки збільшення популяції мангуста можливо спричинило занепад популяції кролика Амамі та інших ендемічних видів.
Останніми роками спостереження за китами, зокрема за горбатими китами, стало популярним зимовим заняттям. Також примітно, що китайський кит, який знаходиться під найбільшою загрозою зникнення з усіх видів китів, неодноразово з'являвся біля острова. Станом на 2014, Амамі Осіма — єдине місце у Східнокитайському морі, де цей вид був підтверджений за останні 110 років. Це також одне з двох місць у світі поряд з островами Оґасавара, де його постійна присутність взимку підтверджується з 20 століття. Спостереження дельфіну, афаліни індійської, у протоці Сето було першим підтвердженням їх присутності в Японії. До інших видів, що тут спостерігаються, належать кити (смугач Брайда, кашалот), менші кити або дельфіни (псевдокосатка, стенелла довгорила) тощо.
Острів є найпівнічнішою межею розповсюдження дюгонів, з нерегулярними спостереженнями останніх протягом 20-го та 21-го століття.
Амамі Осіма — єдине місце, де в Японії спостерігали гніздування шкірястої черепахи.

## Демографія
У 2013 році Амамі Осіма проживало 73 000 чоловік. У місті Амамі проживає 44 561 людина. Загальна площа міста Амамі становить 308,15 км² з щільністю населення 145 осіб на км².

## Економіка
Економіка Амамі Осіми базується на сільському господарстві (цукрова тростина, рис і солодка картопля), промисловому рибальстві та виробництві шьочю. Сприятливий клімат дозволяє отримувати два рисові врожаї за рік. Сезонний туризм також є важливою складовою економіки. Традиційні ремесла включають виробництво високоякісного шовку ручної роботи, який, однак, постраждав від зниження вжитку традиційного японського одягу та конкуренції з-за кордону.

## Транспорт
Порт Назе, розташований у місті Амамі, є головним регіональним вузлом судноплавства та поромів.
Аеропорт Амамі, розташований на північному кінці острова, він має сполучення з Токіо, Осакою, Нахою, Фукуокою та Каґосімою, а також з іншими островами Амамі. На острові є автобусні маршрути.

## Мова
На Амамі Осіма розмовляють двома діалектами мови Амамі: діалектом північної Осіми та діалектом південної Осіми. Ці діалекти входять до групи мов Рюкю. За даними Ethnologue, станом на 2005 рік було близько 10 000 носіїв північного діалекту Осіма та близько 1 800 носіїв діалекту південної Осіми. Зараз на цих діалектах говорять здебільшого літні мешканці острова, тоді як більшість молоді розмовляє лише японською. Мова амамі, включаючи діалекти Осіми, класифікується ЮНЕСКО як така, що перебуває під загрозою зникнення.
У цьому районі також використовується сільська жестова мова, яку називають жестовою мовою Амамі Осіми або Конія.

## Видатні люди з Амамі Осіми
- Кенджі Мідорі — каратист
- Ікуе Асадзакі[en] — співачка
- Чітосе Хаджіме[en] — співачка
- Кусуке Атарі[en] — співак
- Мінамі Кідзукі[en] — співачка
- Ріккі[en] — співачка
- Рена Такесіта[en] — фотомодель
- Домінгос Чохачі Накамура[en] — католицький місіонер, який народився в Нагасакі і прожив 26 років на Амамі Осімі
- Дайямамі Ґенкі[en] — борець сумо
- Мейсей Чікара[en] — борець сумо